# كأس سلوفينيا 2017–18
كأس سلوفينيا 2017–18 (بالإيطالية: Pokal Nogometne zveze Slovenije 2017-2018)‏ هو الموسم 27 من كأس سلوفينيا. أقيم خلال الفترة 16 أغسطس 2017 وحتى 30 مايو 2018، وأشرف على تنظيمه اتحاد سلوفينيا لكرة القدم، وكان عدد الأندية المشاركة فيه 28، وفاز فيه نادي أولمبيا ليوبليانا.